# 지존하신 성체
지존하신 성체 또는 탄툼 에르고(라틴어: Tantum ergo)는 성 토마스 아퀴나스가 쓴 중세 시대 라틴어 찬미가인 입을 열어 찬미하세(Pange Lingua)의 마지막 두 개 소절(節)이다. 보통 이 찬미가는 로마 가톨릭교회에서 성체를 공경하는 신심 행사를 할 때 노래로 불리거나 엄숙하게 낭독된다.

## 본문

### 라틴어
Tantum ergo Sacramentum 

Veneremur cernui: 

Et antiquum documentum 

Novo cedat ritui: 

Praestet fides supplementum 

Sensuum defectui. 

Genitori, Genitoque 

Laus et jubilatio,

Salus, honor, virtus quoque 

Sit et benedictio: 

Procedenti ab utroque 

Compar sit laudatio. 

Amen.

### 한국어

#### 가톨릭
지존하신 성체앞에 꿇어경배 드리세.

묵은계약 완성하는 새계약을 이뤘네.

오묘하온 성체신비 믿음으로 알리라.

낳으신분 나신분께 찬미찬송 드리세.

구원하신 권능영광 영원히 찬양하세.

두분에게 나온성령 같은찬미 드리세.

아멘.

#### 성공회
5. 지존하신 성체 앞에 경배드리나이다.

오랜 계약 이뤄지고 새 언약을 주셨네

감겨 있는 마음의 눈 크게 뜨게 하시네.

6. 성부 성자 하느님께 영광 환호 드리네.

우리 구원하셨으며, 내내 축복 받을 분.

살과 피가 하나되어 받으소서 내 찬송. 아멘.

## 참고 문헌
1. ↑  대한성공회 출판부(1990), 대한성공회 성가 99번·100번.